# Sebastián Hofmann
Sebastián Hofmann (n. 1981, Tauro, Ciudad de México, México)
es un director, guionista, fotógrafo y editor mexicano. Sus proyectos se han presentando en los festivales de Sundance, Cannes, Róterdam, Locarno, San Sebastián entre otros y ha obteniendo prestigiosos reconocimientos como mejor nuevo director en el Festival de Cine de Múnich, el premio Noves Visions, en el festival de Cine Fantástico de Sitges, mejor película en el London East End Film Festival y mejor guion en Sundance. Los proyectos de Sebastián han sido acreedores de múltiples fondos y apoyos, tales como  el apoyo para cortometraje otorgado por IMCINE, FOPROCINE, EFICINE para producción, el Hubert Bals Fund en dos ocasiones y recientemente, el prestigioso Netherlands Film Fund.

## Carrera
Sebastián egreso del Art Center college of Design en Pasadena, California. Cursó una clase maestra de guion cinematográfico en 2006 con el director Todd Solondz. En 2010 filmó el cortometraje Jaime Tapones cuyo tema central inspiró su ópera prima. Su trabajo como artista visual ha sido presentado internacionalmente en galerías y museos en Nueva York, Sídney, Río de Janeiro, Atenas, Berlín, Santiago de Chile, Pasadena, México D.F. y Praga.
Hofmann es el creador y protagonista de Los Micro Burgueses, una serie web independiente de crítica social y humor absurdo e irreverente.
En el 2011, cofundó junto con el productor Julio Chavezmontes el estudio PIANO, una casa productora de cine alternativo y distribuidora de cine de autor con sede en la Ciudad de México. Piano produjo la película Tenemos la carne (2015) de Emiliano Rocha Minter; Opus Zero (2017) protagonizada por Willem Dafoe; Land (2018) dirigida por Babak Jalali, estrenada en el festival de cine de Berlín; La daga en el corazón (2018) dirigida por Yann González, protagonizada por Vanessa Paradis y Noé Hernandéz, que tuvo su estreno mundial en la competencia oficial en el festival de Cannes 2018 donde compitió por la Palma de Oro y recientemente en coproducción con Rei Cine de Argentina, Acusada, de Gonzalo Tobal con Gael García Bernal y Lali Esposito, en competencia oficial en Venecia 2018 y Toronto.

## Filmografía
Halley,, el primer largometraje escrito y dirigido por Sebastián, fue producido por la productora Mantarraya, responsable de las películas de autores como Carlos Reygadas y Amat Escalante. Halley tuvo su estreno mundial en el festival de cine de Sundance, compitió por el Tiger Award en el Festival de Róterdam, y fue seleccionado en más de 70 festivales internacionales, en los cuales ganó un total de 15 premios. En México, Halley tuvo un exitoso recorrido comercial y fue nominado en 5 categorías de los premios Ariel de plata en el 2014, incluido mejor ópera prima. Posteriormente, los derechos de transmisión de la película fueron adquiridos el canal de cable AMC/Sundance, que la programó en más de 40 países. 
Tiempo Compartido, es su segunda película, fue protagonizada por Luis Gerardo Méndez, Miguel Rodarte, Cassandra Ciangherottti y R.J. Mitte. El largometraje tuvo su estreno mundial en el Festival de Sundance 2018, donde obtuvo el premio al mejor guion dentro de la competencia internacional. Posteriormente, la película fue nominada a varios Arieles de plata por la Academia Mexicana de Artes y Ciencias Cinematográficas, incluido mejor película y mejor guion original. Tuvo su estreno comercial en verano del 2018 en más de doscientas salas de México y posteriormente en una plataforma de 'streaming'. 

### Dirección de fotografía
Como director de fotografía, Sebastián se encargó de la fotografía de los documentales Canícula (2012), ganadora del Premio Fipresci en Thesaloniki Film Festival, Eco de la montaña (2015) dirigida por Nicolás Echavarría, y recientemente Los Ojos del mar (2017) ganadora del premio del jurado durante el festival Visions Du Réel, en Suiza. 